# Коломасов Василь Максимович
Василь Максимович Коломасов (14 серпня 1909, с. Старі Наймани Ардатовського повіту Симбірської губернії (нині Старі Наймани Великоберезниківського району, Мордовія) — 6 березня 1987, сел. Молнія, Мордовська АРСР) — мордовський радянський письменник і поет, драматург, перекладач. Член Союзу письменників СРСР (1938).

## Біографія
Син селянина. У 1933 році навчався в Мордовській радпартшколі, потім працював літературним співробітником редакції газети «Эрзянь коммуна», журналу «Сятко» («Іскра»), головою колгоспу «Блискавка», вчителював.
Закінчив заочне відділення мордовського учительського інституту.
Учасник Другої світової війни. У 1943 році був важко поранений і демобілізований. У 1956 році переїхав жити в Саранськ, працював у Мордовському книжковому видавництві. Останні роки життя (1970—1987) провів у селищі Блискавка.

## Творчість
Дебютував як поет у 1931 році.
Увійшов у літературу як прозаїк і драматург. Гумористична манера письма виявилася вже в його перших прозових творах — оповіданні «Прокопович» (1935) і повісті «Яхим Лавгинов» (1936), з яких виросла основна праця письменника — роман «Лавгинов» (1941—1956). Головна тема роману — колективізація мордовського села, перевиховання селянина в колгоспному колективі. Ім'я героя роману стало прозивним в Мордовії. Роман по праву увійшов до золотого фонду мордовської літератури. У 1962 році роман «Лавгинов» інсценовано і показано по телебаченню. Роман видано російською мовою (1959) в перекладі письменника Л. Єлісеєва.

## Вибрані твори
- «Яхим Лавгинов» (повість, 1936)
- «Прокопович» (п'єса 1940)
- «Норовава» (Драма, 1945. У 1946 році поставлена на сцені Мордовського драматичного театру.)
- «Каракужонь свадьба» (п'єса «Весілля в Каракужах», 1960)
- «Пайстомо пиштяка» (оповідання «Нещасний», 1956),
- «Кавто церынеть» (оповідання «Два хлопчики», 1957),
- «Телень ки» (оповідання «Зимова дорога», 1984) та ін.

Відомий як перекладач ерзянською мовою творів болгарських письменників, комедії М. В. Гоголя «Ревізор», низки віршів Г. Гейне, оповідання М. Шолохова «Доля людини» та ін.